# Amy Heckerling
Amy Heckerling (Bronx, 7 de maio de 1954) é uma cineasta e diretora de televisão estadunidense.

## Filmografia
- Getting It Over With (1977)
- Fast Times at Ridgemont High (1982)
- Johnny Dangerously (1984)
- National Lampoon's European Vacation (1985)
- Life on the Flipside (1988)
- Look Who's Talking (1989)
- Look Who's Talking Too (1990)
- Look Who's Talking Now (1993)
- Clueless (1995)
- A Night at the Roxbury (1998)
- Molly (1999)
- Loser (2000)
- I Could Never Be Your Woman (2007)
- Vamps (2012)[5]

## Televisão
- Fast Times (1986)
- Baby Talk (1991–1992)
- Clueless (1996–1999)
- The Office (2005)
- Gossip Girl (2012)
- Suburgatory (2014)